# Compton (Illinois)
Compton – wieś w Stanach Zjednoczonych, w stanie Illinois, w hrabstwie Lee.